# Biscaya av Vindalsö
Biscaya är Stockholms Scoutskeppslags skolfartyg med hemmahamn på Vindalsö i Stockholms skärgård. Fartyget seglar med scouter under sommaren och under helgerna vår och höst, framför allt runt Östersjön.
Biscaya byggdes 1933-1934 på B. Pålssons Båtvarv i Råå. Beställare var fyra danskar som tänkt sig en jordenruntsegling, som dock aldrig blev av. Därefter hamnade Biscaya i Göteborg. 1942 köptes hon, tack vare en donation, in för 20 000 kronor av dåvarande Sveriges Scoutförbund, sedermera Scouterna. 
Eftersom det då var krig och beredskap ägnades de första åren, förutom scoutseglingar, åt en utbildning av flottans kadetter. 1969 kom flickor ombord för första gången. Då genomfördes också en seglats med enbart flickor som deltagare. Sedan 1972 är alla seglingar öppna för både pojkar och flickor.
2016 övergick ägandet till Stockholms Scoutskeppslag som är en paraplyorganisation för sjöscoutkårer i Stockholmsregionen.